# Bix Beiderbecke
Bix Beiderbecke   (Davenport, 10 de març de 1903 - Long Island, 6 d'agost de 1931), nascut Leon Bismark Beiderbecke, va ser corneta estatunidenc de jazz tradicional. Es tracta d'una de les primeres figures de la història del jazz i un dels seus grans innovadors. Situat en plena època del swing, tenia un elegant i distintiu to, i un espectacular i original estil d'improvisació. Va ser el rival blanc de Louis Armstrong en els anys vint, encara que la comparació no és factible a causa de les diferències d'estil i so entre els dos.

## Biografia
Nascut el 1903 a Davenport, Bix Beiderbecke va aprendre el piano i la corneta. Era un apassionat del jazz i va estar molt influenciat per dos trompetistes: Emmett Hardy i Nick La Rocca, membre de l'Original Dixieland Jass Band.
Beiderbecke va començar en la música molt aviat; hi ha notícies que ja als tres anys podia tocar alguna cosa al piano. Influenciat per Nick La Rocca, a qui sent tocar, Beiderbecke es va disposar a dedicar-se al jazz, però els seus pares van considerar aquesta dedicació una frivolitat.
El 1921, mentre era estudiant a l'Acadèmia Militar del Lake Forest, a prop de Chicago, el centre del jazz en aquella època va formar la seva primera orquestra. Expulsat de l'acadèmia, va començar a actuar professionalment a les bandes de dansa de Chicago i als riverboats. Té l'oportunitat d'escoltar els grans trompetistes i cornetes negres de l'època, entre ells King Oliver i Louis Armstrong.
Beiderbecke va ser expulsat per les seves reiterades inassistències a classe. Després d'un breu període a casa, es va convertir en músic professional. El 1923, Beiderbecke es va convertir en el corneta estrella dels Wolverines i un any més tard començaria a gravar amb el grup.

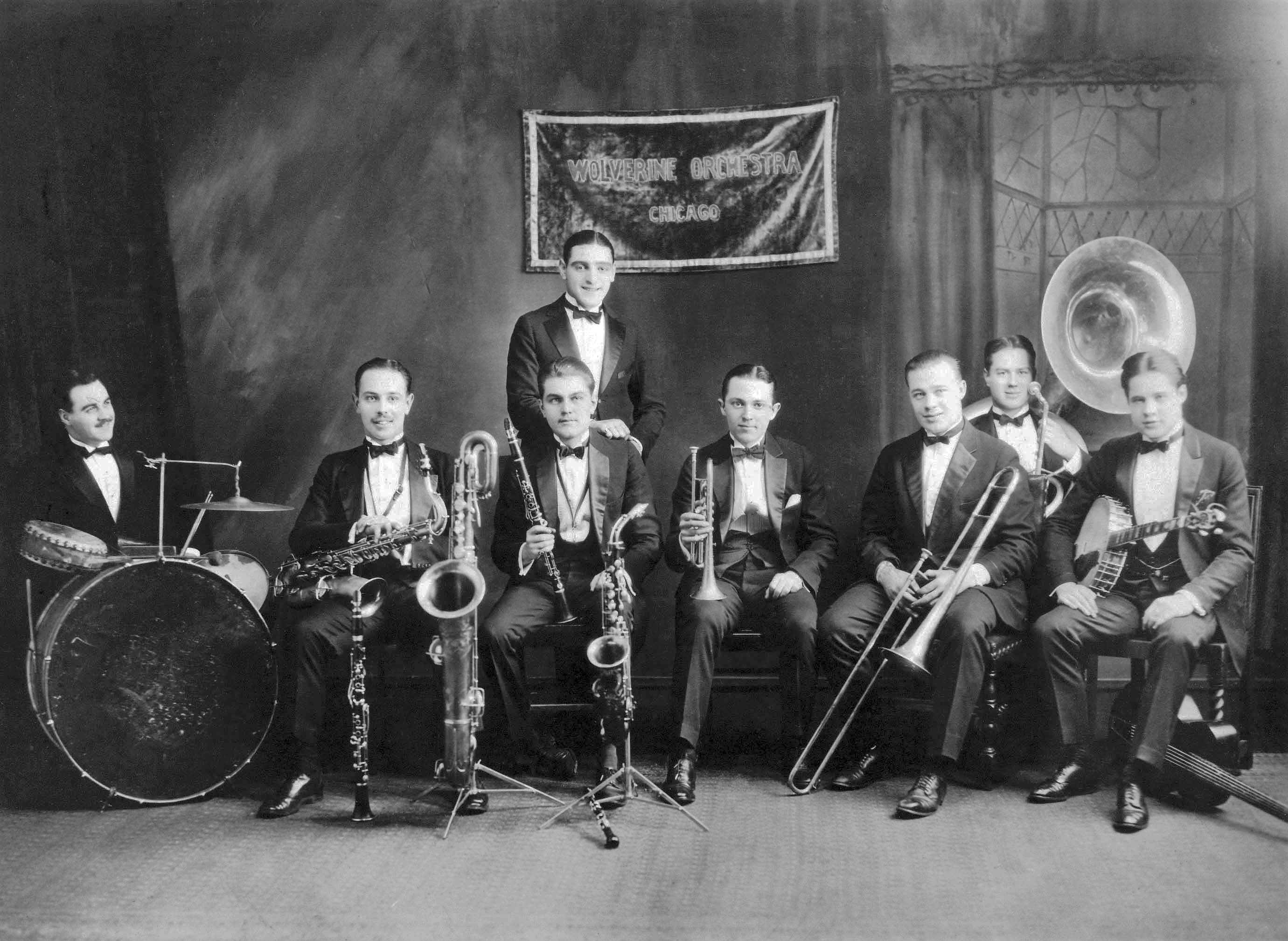
Bix Beiderbecke (5 des de l'esquerra) amb els Wolverines el 1924

A la fi de 1924, va abandonar el grup per a unir-se a l'orquestra de Jean Goldkette, però la seva incapacitat per a llegir música el va obligar a abandonar. El 1925, va ser a Chicago intentant aprendre a llegir música. L'any següent va estar amb l'orquestra de Frankie Trumbauer en Saint Louis. Enganxat ja a l'alcohol, no obstant això, 1927 seria l'any més important per a Bix. Va treballar amb l'orquestra de Jean Goldkette, va gravar la seva obra mestra al piano, "In a Mist" (un dels seus quatre originals inspirats en Debussy), va gravar alguns temes clàssics amb un petit grup liderat per Trumbauer (incloent-hi els seus grans sols "Singin' the Blues", "I'm Comin' Virginia" i "Way Down Yonder in Nova Orleans"), i va signar amb l'orquestra de Paul Whiteman.
Amb Whiteman, els solos de Beiderbecke van tendir a ser breus moments màgics; el seu brillant cor en "Sweet Sue" és un perfecte exemple d'això. Va estar plenament productiu fins a 1928, però a l'any següent l'alcoholisme li va començar a crear problemes. Beiderbecke va haver de descansar, va reaparèixer, i finalment el setembre de 1929 va ser enviat a Davenport a recuperar-se. El 1930 va realitzar enregistraments intranscendents, les últimes que faria abans de morir.
El 6 d'agost de 1931, Beiderbecke va tenir un atac de Delirium tremens, provocat pel seu alcoholisme, al seu apartament de Nova York, va morir als 28 anys.

## Selecció discogràfica
- Bixology, 1924-30 (Joker)

- Bix Beiderbecke, Vol. 1: Singin' the Blues (Columbia)

- Real Jazz Em Blues (Sony)